# Bobby Cox
Robert Joseph Cox, detto Bobby (Tulsa, 21 maggio 1941), è un ex giocatore di baseball e allenatore di baseball statunitense nella Major League Baseball (MLB). È stato introdotto nella National Baseball Hall of Fame per i suoi meriti come manager nel 2014.

## Carriera
Dopo una breve carriera come terza base dei New York Yankees e in seguito assistente allenatore degli stessi, nel 1978 Cox fu assunto come manager degli Atlanta Braves.
Ereditò una squadra che era giunta all'ultimo posto nei due anni precedenti (peggio anche dei Seattle Mariners, alla loro prima stagione nella lega) e nel 1980 la riportò ad ottenere più vittorie che sconfitte per la prima volta dal 1974. L'anno successivo però il club terminò quinto e Cox fu licenziato dal proprietario Ted Turner. Tra il 1982 e il 1985 fu il manager dei Toronto Blue Jays che portò al titolo di division nel 1985. L'anno seguente tornò ai Braves.
Dal 1991 al 2005, la squadra fu una delle più forti nella storia del baseball, vincendo 14 titoli di division consecutivi in quel periodo, un fatto mai avvenuto prima (tranne nella stagione accorciata per sciopero del 1994 in cui non vi furono classifiche di division ufficiali). Sotto la guida di Cox, i Braves raggiunsero le World Series per cinque volte negli anni novanta, vincendo il titolo nel 1995 contro i Cleveland Indians.
L'ultima partita della sua carriera fu il 21 ottobre 2010, quando i Braves furono eliminati dai San Francisco Giants in gara 4 delle National League Division Series. Gli venne tributata una standing ovation dalla folla e dai giocatori di entrambe le squadre subito dopo il termine della sfida

## Palmarès
- World Series: 2

New York Yankees: 1977 (come assistente allenatore)
Atlanta Braves: 1995 (come manager)
- Manager dell'anno: 4

1985, 1991, 2004, 2005
- Numero 4 ritirato dagli Atlanta Braves